# Новогригорівка (Мирненська селищна громада)
Новогриго́рівка — село Мирненської селищної громади Волноваського району Донецької області, Україна. Населення становить 113 осіб.

## Загальні відомості
Село розташоване на березі річки Дубова. Відстань до Бойківського становить 25 км і проходить переважно автошляхом Т 0512.
За рішенням ВР України «Про зміни в адміністративно-територіальному устрої Донецької області» до 2020 року перебувало на межі Бойківського та Волноваського районів та межує із селом Малогнатівка.

## Населення
За даними перепису 2001 року населення села становило 113 осіб, із них 56,64 % зазначили рідною мову українську та 43,36 % — російську.